# Гібриди великих кішок

Лігр

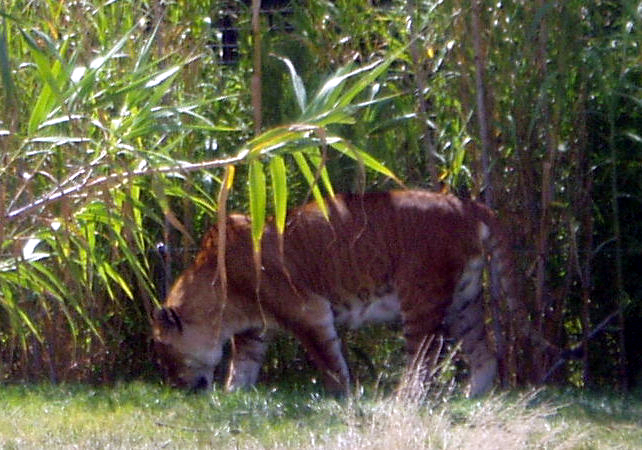
Тигон

Гібриди великих кішок — міжвидові гібриди, утворені внаслідок змішаних шлюбів між видами роду пантера (Panthera), які майже не мають шансів схрещуватися у природі через розрізнений ареал існування.

## Природа гібридів
Гібриди відомі переважно за результатами спільного утримання різних видів в умовах неволі. В природі такі гібриди, скоріш за все, не зустрічаються, оскільки їх ареал ізольований один від одного.
|         | лев ♀    | тигр ♀ | ягуар ♀ | леопард ♀ |
| лев     | ЛЕВ      | Лігр   | Лігуар  | Леард     |
| тигр    | Тигролев | ТИГР   | Тигуар  | Тигард    |
| ягуар   | Яглев    | Яггр   | ЯГУАР   | Ягупард   |
| леопард | Леопон   | Леогр  | Легуар  | ЛЕОПАРД   |

## Гібриди між левом і тигром
Лігр — гібрид між самцем лева і самицею тигра, що виглядає як гігантський лев із розмитими смугами. Є найбільшими кішками у світі, люблять плавати.
Тигон або тигролев (англ. tigon: від англ. tiger — «тигр» і англ. lion — «лев») — це гібрид самця тигра і самиці лева. Зараз тигони не так звичні, як його візаві лігри, хоча наприкінці XIX-початку XX століття була протилежна ситуація. Тигони ніколи не зустрічаються в природі, оскільки у тигрів і левів різні звички, манери і місця розповсюдження.
Тигони мають ознаки обох батьків: вони можуть мати плями від матері (гени левів відповідають за плями — дитинчата левів народжуються плямистими) і смуги від батька. Грива тигонів, якщо вона з'явиться, завжди буде коротша за гриву лева. Зазвичай тигони менші за левів і тигрів і важать близько 150 кг. Самці тигонів завжди стерильні, тоді як самиці інколи здатні до розмноження.
Лілігр — гібрид між самцем лева і самицею лігра. Як і більшість інших гібридів, не зустрічаються в природі.
Перше у світі кошеня лілігра, яку назвали Кіара, народилася 16 серпня 2012 року в Новосибірському зоопарку. Батьки — лев Самсон і лігриця Зіта. Кіару вигодовувала домашня кішка, оскільки мати відмовилась від кошеняти. Розвиток відбувався повільно через нестачу материнського молока, тому персоналу зоопарку довелося переводити дівчинку на сухе молоко. У середині травня 2013 у Самсона і Зіти народилися ще три дівчинки вагою трохи менше кілограма.
29 листопада 2013 в The Garold Wayne Interactive Zoological Foundation в штаті Оклахома в 6:18 ранку народився перший лілігр в США. Його батьком був лев Сімба (Simba) і лігриця Акарйя (Akaria). Приблизно в 3:00 ранку наступного дня Акарйя народила ще двох дитинчат.

## Гібриди між леопардом і тигром
Догла (Panthera dogla) — гібрид між самцем леопарда і самицею тигра.
Індійська народна творчість стверджує, що в Індії кошеняти від тигра та леопарда є абсолютно природною річчю. Є деякий документ, в якому говориться: «Його голова і хвіст були, як у чорного леопарда, але тіло і плечі були тигра. Забарвлення пантери і тигра злились в одне, смуги були чорними, широкими і довгими, на деяких частинах тіла було видно плями».
В 1970-х Делійський зоопарк заявив, що у них з'явилось дитинча догла, але ця інформація не підтвердилась.
Тигард (Panthera tigard) — гібрид між самцем тигра і самицею пантери плямистої.
1900 року Карл Хагенбек схрестив самицю пантери з бенгальським тигром. Мертвонароджене дитинча мало суміш плям і смуг. 25 квітня 1908 року Генрі Шерен повідомив, що він схрестив тигра з двома самицями індійського леопарда і обидва рази вони принесли потомство, але кошенят так ніхто і не побачив.

## Гібриди між леопардом і левом
Леопон — це гібрид самця леопарда з самицею левом. Голова леопона нагадує левову, тоді як решта частин тіла нагадує леопарда. За своїми розмірами леопони більші за леопардів, але менші левів. Самці леопонів можуть мати гриву близько 20 см завдовжки. Леопони мають коричневі (рідше чорні) плями і хвости з пензликом як у левів.
Леард, або лепард (Panthera liard, Panthera lipard) — гібрид між самцем лева і самицею леопарда.
Перший леард був народжений в зоопарку Відня в 1951 році. Інший леард був народжений у Флоренції, Італії. Лева і леопарда придбали в Римському зоопарку. Власник мав 2 тигри, 2 леви і леопарда. Дитинчат не чекали, але все ж леопард народила новий вид кошеняти, який був абсолютно несподіваним для власника. Дитинча мало тіло лева з великою головою (від лева) і відступаючим чолом (від леопарда). Воно мало жовтувато-коричневе і товсте хутро. Коли кошеняті виповнилось 5 місяців, власник продав його і вирішив серйозно зайнятись розмноженням нового гібрида.

## Гібриди між ягуаром і левом
Яглев (Panthera jaglion) — гібрид між самцем ягуара і самкою лева. Скелет яглева можна побачити в Національному зоологічному музеї Англії.
Яглев переважно має чорне забарвлення (меланіст). Анатомія схожа на африканського лева, має коротку, товсту, чорну гриву. Забарвлення іноді буває рудувато-коричневе, або темно-руде.
Два яглеви народились 9 квітня 2006 р. у Беррі, Онтаріо, Канада. Жажара (дівчинка) і Цунамі (хлопчик) стали наслідком випадкового схрещування левиці Лоли із чорним ягуаром Діабло.
Лігуар (Panthera liguar) — гібрид між самцем лева і самицею ягуара. Доволі рідкісні у порівнянні з іншими гібридами великих кішок.

## Гібриди між ягуаром і леопардом
Ягупард (Panthera jagupard) — гібрид самця ягуара і самки леопарда. Відомі лише рідкісні випадки, коли самиця народжувала потомство; поки що дитинчата народилися в зоопарках Чикаго та Зальцбурга.

## Гібриди між ягуаром і тигром

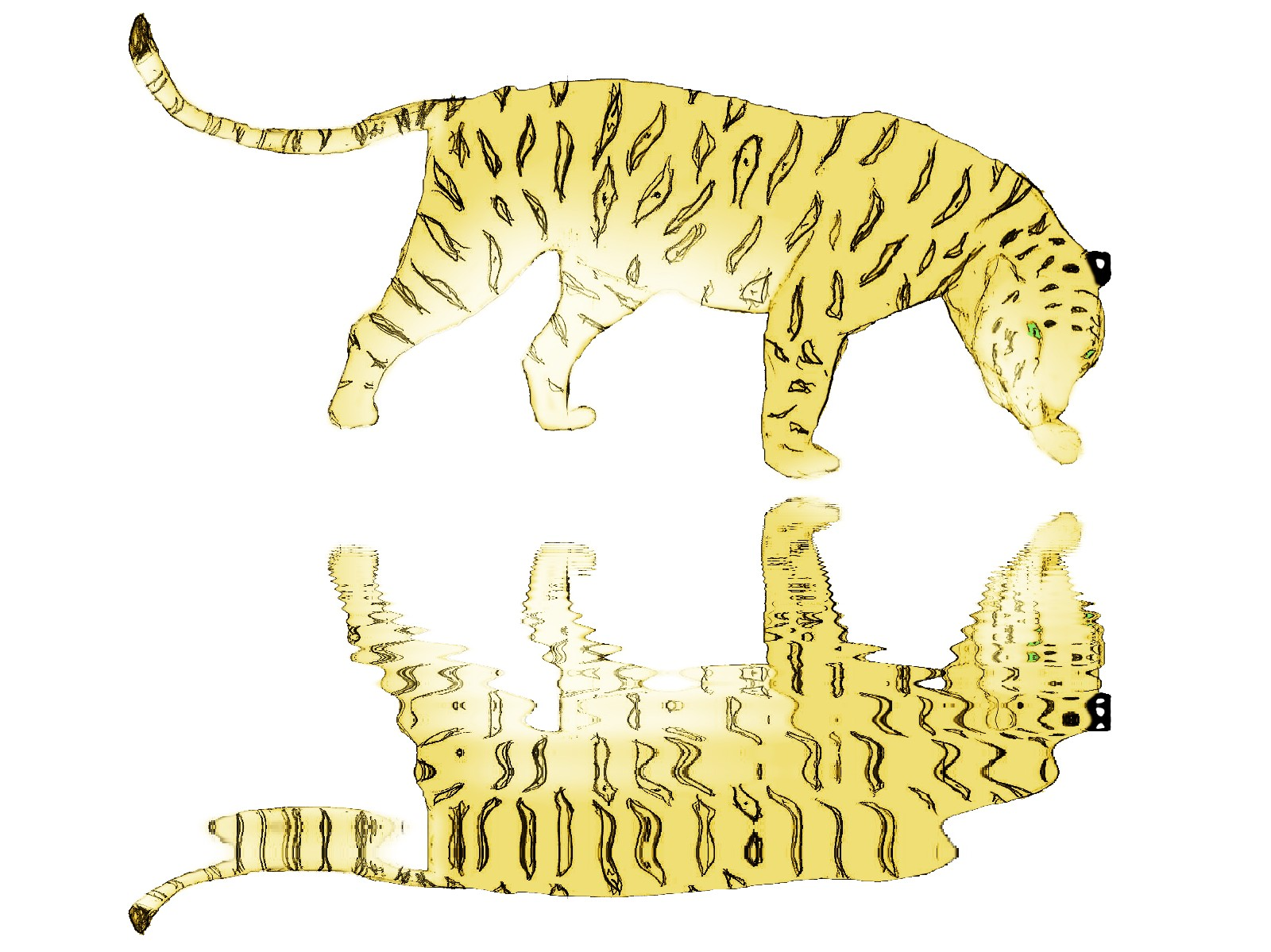
Тигуар

Тигуар (Panthera tiguar) — у Мексиканському зоопарку було проведене схрещування між самцем амурського тигра і самицею ягуара. Станом на червень 2009 року, дитинча важило 200 кг.